# Гедройц Антон Едмундович
Антон Едмундович Гедройц (Antanas Giedraitis; (21 лютого 1848 , Карвисd, Вільнюський район  — 26 жовтня 1909 , Вільнюс )) — російський, литовський і білоруський вчений-геолог, дослідник Забайкалля, Амудар'ї та країн Балтії, один із перших працівників Геолкому (Геологічний комітет).

## Біографія
Народився 21 лютого 1848 року в селі Карвис, Віленської губернії, Російська імперія.
З
Із княжого роду Гедройців, що походять від князів Гедройтських, які після втрати прав на часи Вітовта стали іменуватися князями Гедройцями.
Закінчив Катеринославське вище гірське училище та Фрайберзьку гірничу академію.
Протягом багатьох років досліджував Литву, Білорусь та прилеглі райони Польщі. Опублікував в 1895 зведену роботу з геології даного великого регіону Балтії.
У 1881—1884 роках вивчав басейн річки Прип'ять, висловив думку про льодовикове походження покривних відкладів Полісся.
Досліджував долину річки Амудар'я та долину Узбою. У міру вивчення середньоазіатських річок, він одним із перших дійшов висновку, що Узбой — це давнє русло Аму-Дар'ї, що впадала насамперед у Каспійське море.
У 1895—1898 роботах у складі Забайкальської гірничої партії, під керівництвом В. П. Обручева. Провів геологічні пошуки на трасі залізниці, що будується, вздовж річки Шилка від Нерчинська до села Покровка.
Зробив петрографічний опис гранітів, тоналітів, порфірів, інших вивержених порід Східного Сибіру. У долині річки Шилка його основну увагу привертало вивчення плутонічних та метаморфічних гірських порід, золотоносних розсипів та різних рудопроявів — Ag-Pb, Hg, Fe, Mn, графіту. Порушив питання про детальні дослідження та розвідку кам'яновугільних родовищ вздовж р. Букачача. Вивчив та описав вуглекисле мінеральне джерело в долині р. Кахталга. Установив наявність чотирьох добре окреслених хребтів у південно-західній частині Східного Забайкалля. Гедройц назвав їх Газімуро-Ундинський (нині Газимурський), Нерчинський, Урулюнгуе-Борзинський (нині Клічкінський) та Урулюнгуе-Аргунський (нині Аргунський).
Разом з О. П. Герасимовим описав хребет, назвавши його ім'ям Ермана. Вніс виправлення та уточнив карту річки Аргунь нижче за течією села Новоцурухайтуй. Маршрут забайкальської експедиції у процесі досліджень становив понад 7000 верст.
Помер 26 жовтня 1909 року у Вільно.

## Членство в організаціях

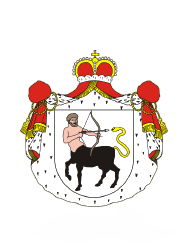
Фамільний герб

- 1880 — Імператорське Російське географічне товариство.